# Łeskoec
Łeskoec (maced. Лескоец) – wieś w południowo-zachodniej Macedonii Północnej, w gminie Ochryda.
Osada liczy 2.805 mieszkańców (2006).